# Tchinjenje
Tchinjenje és un municipi de la província de Huambo. Té una extensió de 800 km² i 28.197 habitants segons el cens de 2014. Comprèn les comunes de Tchinjenje e Chiaca. Limita al nord amb el municipi de Balombo, a l'est amb el municipi d'Ukuma i al sud i oest amb el municipi de Ganda.